# Megaleptictis
Megaleptictis (що означає «великий Leptictis») — вимерлий рід великих комахоїдних ссавців із пізнього палеогену (останній еоцен, але, можливо, найдавніший олігоцен) відкладень округу Кастер, Південна Дакота. Відомо з голотипу KUVP 2568 — майже повний череп, включаючи нижню щелепу. Його було зібрано під час експедиції Канзаського університету 1894 року з рудого алевроліту групи Уайт-Рівер. Його вперше назвали Т. Дж. Міхан і Ларрі Д. Мартін у 2011 році, а типовим видом є Megaleptictis altidens